# Віктор Босяцький
Віктор Босяцький (біл. Віктар Басяцкі, пол. Wiktor Bosiacki; 1785 — 1844, Ніжин) — греко-католицький ієромонах-василіянин з Литовської провінції, педагог. У період Полоцького собору репресований царською російською владою за небажання возз'єднуватись із РПЦ.

## Життєпис
Народився близько 1785 року. Походив зі слонімської шляхти. Навчався у василіянській школі в Жировичах і в 1802 році вступив до Василіянського Чину. У Чині навчався в Тороканах, Битені і Жировичах, а потім відбув філософські студії у Віленському університеті, де у 1811 році здобув науковий ступінь магістра філософії. Того ж року отримав священничі свячення і розпочав викладацьку працю в Борунах. У 1812—1814 роках доповнив богословську освіту в Борунах і Лавришеві, після чого працював вчителем фізики, математики і французької мови у Лядах, там був також префектом. Мав славу доброго дидактика. У 1822 році з Ляд був переведений до Борунського монастиря на посаду настоятеля школи, а звідти у 1823 році до Вільна, де був учителем, а пізніше секретарем провінції, візитатором і настоятелем Свято-Троїцького монастиря (1829—1837).
У період поступового скасування Унійної церкви, з огляду на свої уряди й посади у Василіянському Чині, мав о. Віктор Босяцький чимало неприємностей від державної влади. У 1838 році переведений до Тороканського монастиря, а після ліквідації церкви був висланий до православного монастиря в Путивлі, а пізніше до Ніжина, де помер як католик близько 1844 року. В історії Василіянського Чину о. Віктор Босяцький заслужив собі ім'я lumen Ordinis (світло Чину).